# Кларк (окръг, Охайо)
Вижте пояснителната страница за други населени места с името Кларк.
Окръг Кларк (на английски: Clark County) е окръг в щата Охайо, Съединени американски щати. Площта му е 1044 km², а населението - 144 742 души (2000). Административен център е град Спрингфийлд.